# Michel JK
Michel Houat Harb (Macapá, 12 de junho de 1978), mais conhecido como Michel JK, é um empresário, economista, ex-político brasileiro filiado ao Partido da Social Democracia Brasileira (PSDB). Atualmente exerce a função de Conselheiro do Tribunal de Contas do Estado (TCE) do Amapá. Ele ocupa a vaga deixada por Manoel Dias, aposentado compulsoriamente em 2015.

## Biografia
Michel Houat Harb nasceu na cidade de Macapá no dia 12 de junho de 1978. Neto materno de Stefhan Houat, primeiro presidente da Câmara de Vereadores de Macapá, é filho de Romeo Afif Harb e Kátia Houat, empresários tradicionais do comércio amapaense. Na juventude, ingressou no Centro de Ensino Superior do Amapá para estudar Ciências Contábeis. Desde os 17 anos administra, ao lado de seus irmãos, a Importadora JK, localizada no centro de Macapá.
Em 2004, foi eleito vereador de Macapá com 4.095 votos, sendo o mais votado neste pleito. Candidata-se, em 2006, ao cargo de deputado estadual e é eleito. Conseguiu a reeleição em 2010 (com 9.611 votos) e em 2014 (8.679 votos). Em setembro de 2015, foi indicado pelo governador Waldez Góes para o cargo de conselheiro do Tribunal de Contas do Estado do Amapá, porém teve seu nome rejeitado pelo órgão.

## Condenação
No dia 16 de setembro de 2015, Michel JK foi condenado por improbidade administrativa pela 6ª Vara Cível e de Fazenda Pública de Macapá. O deputado terá que devolver aos cofres públicos R$ 742 mil recebidos irregularmente. No entendimento do magistrado, ficou provado que o deputado enriqueceu ilicitamente através das diárias recebidas. Os valores, segundo a sentença, "afrontam os princípios da moralidade e
da razoabilidade".
Além dessa condenação, JK é réu na Ação Penal n. 13374-08.2012.8.03.0001 pelos crimes de peculato, lavagem de dinheiro, falsidade ideológica e formação de quadrilha. Michel responde, também, a outras duas ações civis públicas na justiça amapaense por improbidade administrativa resultantes da Operação Eclésia.